# Tomáš Kulvajt
Tomáš Kulvajt (* 13. dubna 1979) je bývalý český fotbalista, útočník.

## Fotbalová kariéra
V české fotbalové lize hrál za Bohemians Prah a FK SIAD MUS Most, nastoupil ve 20 utkáních. V nižších soutěžích hrál i za AFK Sokol Semice, FK Mogul Kolín, FK Mladá Boleslav a FK Dukla Praha.

## Ligová bilance
| Ročník                            | Zápasy | Góly | Klub                 |
| --------------------------------- | ------ | ---- | -------------------- |
| 2. česká fotbalová liga 1997/1998 | 6      | 0    | FC Bohemians Praha   |
| Gambrinus liga 1999/2000          | 9      | 0    | CU Bohemians Praha   |
| Gambrinus liga 2000/2001          | 4      | 0    | CU Bohemians Praha   |
| Česká fotbalová liga 2000/2001    | -      | 8    | FK Mogul Kolín       |
| 2. česká fotbalová liga 2001/2002 | 11     | 5    | FK Mladá Boleslav    |
| 2. česká fotbalová liga 2002/2003 | 27     | 4    | FK Mladá Boleslav    |
| 2. česká fotbalová liga 2003/2004 | 25     | 6    | FK Mladá Boleslav    |
| 2. česká fotbalová liga 2004/2005 | 18     | 5    | FK SIAD MUS Most     |
| Gambrinus liga 2005/2006          | 7      | 0    | FK SIAD MUS Most     |
| 2. česká fotbalová liga 2006/2007 | 26     | 5    | Bohemians Praha 1905 |
| 2. česká fotbalová liga 2007/2008 | 23     | 6    | FK Dukla Praha       |
| 2. česká fotbalová liga 2008/2009 | 27     | 2    | FK Dukla Praha       |
| 2. česká fotbalová liga 2009/2010 | 17     | 4    | FK Dukla Praha       |
| CELKEM 1. liga                    | 20     | 0    |                      |